# 5重の壁
5重の壁（ごじゅうのかべ）とは、原子炉からの放射性物質漏洩を防ぐ為に設けられた5つの障壁のことで、原子炉の安全設計の「多重防護」のうちの一つである。

## 概要
設けられた障壁が「燃料ペレット」、「燃料被覆管」、「原子炉圧力容器」、「原子炉格納容器」、「原子炉建屋」の5つであるためこの名が定着した。しかしながら原子炉格納容器が設けられていない原子力発電所も存在し、例としてロシア型加圧水型原子炉、RBMK-1000などが挙げられる。後者の型についてはウクライナのチェルノブイリ原子力発電所の炉型として知られている。障壁が設けられているのは原子炉建屋だけでなく、施設内で放射性物質を含みうる箇所全てが遮蔽されている。沸騰水型原子炉の場合は炉心で発生した蒸気をそのままタービンに送る為、蒸気タービンも遮蔽する必要がある。なお加圧水型原子炉のように二重間接熱サイクルを採用した原子炉についてはこの限りではない。
燃料ペレット
燃料および運転中に生成した放射性物質（核分裂生成物）をペレット内部に保持する。
燃料被覆管
燃料ペレットを閉じ込め放射性物質が漏洩することを防ぐ。
原子炉圧力容器
冷却材に溶出した放射性物質が外部に漏洩することを防ぐ。
原子炉格納容器
原子炉圧力容器が破損した際に、放射性物質を留め放射線を遮蔽する。
原子炉建屋
原子炉格納容器も破損した際、密閉環境の建屋により外部への漏洩を防止する。